# 布城历史
布城是在马来西亚首相马哈迪·莫哈末的倡议下，从一个名为巴冷勿刹的橡胶园建立起来。作为马来西亚行政管理和公共服务的替代地点，取代原本的首都吉隆坡。建设于1990年代，并于21世纪初竣工。

## 早期
布城在早期被称为阿依淡（意为“黑水”），后来更名巴冷勿刹（意为“巨大的战争”），由英国人于1918年建立，最初是一个橡胶园。1920年代，该地区的土地开始授予曾在第一次世界大战中服役的英国军官。

## 发展倡议
1980年代，时任首相马哈迪提出了在吉隆坡以外建立第一个联邦政府行政中心的想法。这个提议的背景适逢许多人开始担心吉隆坡的快速增长会影响其作为行政中心的地位。
这个新城市计划设定必须位于吉隆坡和吉隆坡国际机场之间的“多媒体超级走廊”区域内。政府一开始预想了两个地区，即巴冷勿刹和位于彭亨州的珍德拜，最终选择巴冷勿刹。

## 建设
1993年6月2日，内阁批准巴冷勿刹作为联邦政府新行政中心的开发地点。同年12月，政府任命了六名当地顾问与城乡规划部和公共工程局一起为联邦政府新的行政中心制定发展计划。1994年2月22日，内阁批准了联邦政府新行政中心的总体规划。10月12日，巴冷勿刹被更名为布城（Putrajaya），以纪念第一任首相东姑阿都拉曼。
布城的建设由马哈迪于1995年启动，当时预计将于2005年竣工，预算约为200亿令吉。1996年9月10日，马哈迪为布城举行奠基仪式。1997年10月，马哈迪在太子世界贸易中心宣布布城将升级为城市。
1999年6月1日，300名首相署官员开始搬进布城的一座新大楼。之后马哈迪也于6月21日正式到布城的新办公室开始办公。到2000年中期，公务员人数已达约3000人。
2000年10月19日，副首相阿都拉·巴达威宣布，内阁在会议上同意将布城设为联邦直辖区。10月23日，马哈迪确认了布城作为联邦直辖区的提议，但提案并不涉及赛城。
2000年11月7日，雪兰莪州政府和联邦政府签署协议，使布城成为联邦直辖区。通过这项协议，之前属于雪兰莪州政府的4931公顷地区将移交给联邦政府用作新的行政中心。该协议书由雪兰莪州摄政王苏丹沙拉弗丁签署，而联邦政府则由国家元首苏丹沙拉胡丁·阿都阿茲沙代表。马哈迪及雪兰莪州务大臣莫哈末基尔多约也出席了仪式。

## 21世纪
2001年2月1日，马哈迪宣布布城正式成为继吉隆坡和纳闽之后的第三个联邦直辖区。
2002年，吉隆坡机场支线开通，将布城与吉隆坡和雪邦的吉隆坡国际机场连接起来。而另外的布城单轨作为城市地铁系统的建设原定于2008年竣工，后来因没有获得联邦政府拨款于2004年被搁置。